# Groß Lobke
Groß Lobke ist eine Ortschaft im Landkreis Hildesheim in Niedersachsen. Seit 1974 ist sie ein Ortsteil der Gemeinde Algermissen.

## Geschichte
Die älteste urkundliche Erwähnung des Ortes ist wegen wechselnder Namensschreibungen unsicher. Die Pfarrei Groß Lobke wurde 1178 von Lühnde gelöst. Im Jahr darauf wurde die St.-Andreas-Kirche geweiht. Seit Einführung der Reformation durch die Herzöge von Braunschweig ist die Kirche lutherisch.
Am 6. September 1944 detonierte in der Feldmark bei Lühnde eine Bombe. Durch den starken Luftdruck wurden auch in Groß Lobke Fensterscheiben zerstört.
Groß Lobke ist bis heute landwirtschaftlich geprägt. Eine Besonderheit war über Jahrhunderte der intensive Flachsanbau und die Leineweberei, die bis ins 19. Jahrhundert für Wohlstand sorgten. Daran erinnert das Wappen und der Name der Hauptstraße Leineweberstraße.

### Eingemeindungen
Am 1. März 1974 wurde Groß Lobke in die Gemeinde Algermissen eingegliedert.

### Einwohnerentwicklung
| Jahr      | 1910 | 1925 | 1933 | 1939 | 2013 | 2014 | 2018 | 2019 | 2020 | 2021 |
| --------- | ---- | ---- | ---- | ---- | ---- | ---- | ---- | ---- | ---- | ---- |
| Einwohner | 581  | 602  | 558  | 572  | 639  | 631  | 599  | 602  | 615  | 599  |

(Quellen: 1910, 1925–1939, 2013––2021)

## Politik

### Ortsrat
Der Ortsrat, der den Ortsteil Groß Lobke vertritt, setzt sich aus fünf Mitgliedern zusammen. Die Ratsmitglieder werden durch eine Kommunalwahl für jeweils fünf Jahre gewählt.
Bei der Kommunalwahl 2021 ergab sich folgende Sitzverteilung:
| Ortsrat 2021Insgesamt 5 Sitze - SPD: 2 - CDU: 1 - Heinemann: 1 - Warneboldt-Schoke: 1 |

### Ortsbürgermeister
Der Ortsbürgermeister von Groß Lobke ist Dirk Heinemann (parteilos). Seine Stellvertreterin ist Marianne Schmidt (SPD).

### Wappen
| Wappen von Groß Lobke | Blasonierung: „In Rot ein schrägrechts gestelltes goldenes Weberschiffchen.“ |
| Wappen von Groß Lobke | Wappenbegründung: Das Kommunalwappen von Groß Lobke ist historisch. Es ist schon Jahrhunderte alt und erzählt von der Geschichte des Dorfes. Damals waren im Orte viele Leineweber ansässig, deren Werke von weit her begehrt wurden. Diese Kulturgeschichte hält das Dorf in seinem Wappen fest. |

## Religion
Die evangelisch-lutherische St.-Andreas-Kirchengemeinde in Groß Lobke wurde am 1. Januar 2012 mit den Kirchengemeinden in Algermissen, Hotteln, Lühnde, Oesselse und Wirringen-Müllingen-Wassel zur Evangelisch-lutherischen Zwölf-Apostel-Kirchengemeinde Sarstedt-Land im Kirchenkreis Hildesheim-Sarstedt zusammengeschlossen.
→ Hauptartikel zur Kirche: St. Andreas (Groß Lobke)

## Persönlichkeiten

### Söhne und Töchter des Ortes
- Hermann Rasch (1810–1882), von 1854 bis 1881 Stadtdirektor von Hannover
- Julius Rasch (Landrat) (1825–1898), Bürgermeister von Nienburg an der Weser und preußischer Landrat

### Personen, die mit dem Ort in Verbindung stehen
- Ludwig Hellner (1791–1862), Architekt, er arbeitete ab 1822 als Konsistorialbaumeister für das evangelisch-lutherische Konsistorium in Hannover, die örtliche St.-Andreas-Kirche zählt zu seinen vielen Bauprojekten